# Arménie aux Jeux olympiques d'hiver de 2022
L'Arménie participe aux Jeux olympiques d'hiver de 2022 à Pékin en Chine. Il s'agit de sa 8e participation à des Jeux d'hiver.

## Athlètes engagés
| Sport               | Hommes | Femmes | Total |
| ------------------- | ------ | ------ | ----- |
| Patinage artistique | 1      | 1      | 2     |
| Ski alpin           | 1      | 0      | 1     |
| Ski de fond         | 1      | 2      | 3     |
| Total               | 3      | 3      | 6     |

## Résultats

### Patinage artistique
| Athlète                              | Épreuve         | Programme court Danse originale | Programme court Danse originale | Programme libre Danse libre | Programme libre Danse libre | Total  | Total |
| Athlète                              | Épreuve         | Points                          | Rang                            | Points                      | Rang                        | Points | Rang  |
| ------------------------------------ | --------------- | ------------------------------- | ------------------------------- | --------------------------- | --------------------------- | ------ | ----- |
| Tina Garabedian Simon Proulx-Sénécal | Danse sur glace | 65,87                           | 19e                             | 101,16                      | 16e                         | 167,03 | 18e   |

### Ski alpin
| Athlète              | Épreuve      | 1re manche | 1re manche | 2e manche | 2e manche | Total   | Total   |
| Athlète              | Épreuve      | Temps      | Rang       | Temps     | Rang      | Temps   | Rang    |
| -------------------- | ------------ | ---------- | ---------- | --------- | --------- | ------- | ------- |
| Harutyun Harutyunyan | Slalom géant | Abandon    | Abandon    | Éliminé   | Éliminé   | Éliminé | Éliminé |

### Ski de fond
| Athlète            | Épreuve                          | Classique    | Classique   | Libre        | Libre       | Total             | Total |
| Athlète            | Épreuve                          | Temps        | Rang        | Temps        | Rang        | Temps             | Rang  |
| ------------------ | -------------------------------- | ------------ | ----------- | ------------ | ----------- | ----------------- | ----- |
| Mikayel Mikayelyan | Skiathlon hommes (15 km + 15 km) | 42 min 9 s 7 | 37e         | 43 min 8 s 5 | 47e         | 1 h 25 min 53 s 7 | 47e   |
| Mikayel Mikayelyan | 15 km classique hommes           | Non disputé  | Non disputé | Non disputé  | Non disputé | 43 min 9 s 1      | 61e   |
| Katya Galstyan     | 10 km classique femmes           | Non disputé  | Non disputé | Non disputé  | Non disputé | 34 min 37 s 5     | 74e   |
| Angelina Muradyan  | 10 km classique femmes           | Non disputé  | Non disputé | Non disputé  | Non disputé | 39 min 43 s 4     | 94e   |

| Athlète        | Épreuve           | Qualification | Qualification | Quart de finale | Quart de finale | Demi-finale | Demi-finale | Finale   | Finale   |
| Athlète        | Épreuve           | Temps         | Rang          | Temps           | Rang            | Temps       | Rang        | Temps    | Rang     |
| -------------- | ----------------- | ------------- | ------------- | --------------- | --------------- | ----------- | ----------- | -------- | -------- |
| Katya Galstyan | Individuel femmes | 4 min 0 s 48  | 80e           | Éliminée        | Éliminée        | Éliminée    | Éliminée    | Éliminée | Éliminée |